# Пеньяс Уэска
БК «Пеньяс Уэска» (исп. CB Peñas Huesca) — испанский профессиональный баскетбольный клуб из города Уэска, Арагон. В период 1985—1996 годов выступал в высшей лиге чемпионата Испании, ныне состоит во втором дивизионе LEB Oro.

## История
Профессиональная баскетбольная команда появилась в Уэске летом 1977 года, хотя с юридической точки зрения официально клуб был зарегистрирован 24 августа 1981 года. Дебютировав в третьем дивизионе чемпионата Испании, вскоре поднялся во второй дивизион, а затем и в первый.
В сезоне 1983/84 клуб впервые выступил в высшей лиге испанского национального первенства — занял лишь четырнадцатое место и с этим результатом вернулся обратно в первый дивизион. Тем не менее, в первом дивизионе команда вновь обошла всех оппонентов и снова пробилась в высшую лигу, где впоследствии оставалась более десяти лет в период 1985—1996 годов.
На протяжении всего времени пребывания в высшем дивизионе чемпионата Испании «Пеньяс Уэска» считалась явным аутсайдером соревнований, главной задачей в каждом сезоне было сохранение места в «Лига Эндеса». Наилучший результат команда показала в сезоне 1988/89, когда заняла по итогам регулярного чемпионата десятое место, также игроки «Уэски» дважды доходили до четвертьфиналов Кубка короля. В этот период за команду выступали такие известные игроки как Римас Куртинайтис, Валерий Тихоненко, Лусио Ангуло, Хоакин Руис Лоренте, Альфонсо Форд и др.
Из-за финансовых трудностей в 1996 году клуб был вынужден продать своё место в вышей лиге команде «Фуэнлабрада» и переместился в расположенную ниже лигу LEB, из которой вскоре спустился в четвёртую по значимости испанскую лигу EBA. В настоящее время выступает во втором дивизионе чемпионата Испании LEB Oro.

## Спонсорские названия
В своей истории «Уэска» несколько раз видоизменяла название в связи со спонсорскими обязательствами:
| - Magia de Huesca: 1985—1990 - Huesca La Magia: 1990—1992 - Аргал Уэска: 1992—1994 - Somontano Huesca: 1994—1995 - AGB Huesca: 1995—1996 - Iberagentes Huesca: 2000—202 |  | - CAI Huesca: 2002—2004 - CAI Huesca La Magia: 2004—2007 - CAI Huesca Cosarsa: 2007—2008 - Lobe Huesca: 2008—2013 - Magia Huesca: 2016—2017 - Levitec Huesca: 2017— н. в. |

## Статистика выступлений в лигах чемпионата Испании
| - 1977-1978. 3ª División: 6 - 1978-1979. 2ª División: 8 - 1979-1980. 2ª División: 6 - 1980-1981. 2ª División: 3 - 1981-1982. 2ª División: 2 - 1982-1983. 1ª División B: 4 - 1983-1984. Liga ACB: 14 - 1984-1985. 1ª División B: 2 - 1985-1986. Liga ACB: 13 - 1986-1987. Liga ACB: 12 |  | - 1987-1988. Liga ACB: 10 - 1988-1989. Liga ACB: 13 - 1989-1990. Liga ACB: 14 - 1990-1991. Liga ACB: 15 - 1991-1992. Liga ACB: 17 - 1992-1993. Liga ACB: 19 - 1993-1994. Liga ACB: 20 - 1994-1995. Liga ACB: 18 - 1995-1996. Liga ACB: 18 - 1996-1997. LEB: 16 |  | - 1998-1999. Liga EBA (E): 14 - 1999-2000. Liga EBA (E): 14 - 2000-2001. Liga EBA (E): 5 - 2001-2002. Liga EBA (C): 8 - 2002-2003. Liga EBA (E): 2 - 2003-2004. Liga EBA (C): 3 - 2004-2005. Liga EBA (E): 1 - 2005-2006. LEB-2: 5 - 2006-2007. LEB-2: 16 - 2007-2008. PLATA: 8 |  | - 2008-2009. LEB PLATA: 11 - 2009-2010. LEB PLATA: 1 - 2010-2011. LEB ORO: 15 - 2011-2012. LEB ORO: 15 - 2012-2013. LEB ORO: 8 - 2013-2014. LEB ORO: 7 - 2014-2015. LEB ORO: 12 - 2015-2016. LEB ORO: 3 - 2016-2017. LEB ORO: 16 |